# Utajärvi
Utajärvi là một đô thị của Phần Lan.
Đô thị này nằm ở tỉnh Oulu trong vùng Bắc Ostrobothnia. Đô thị này có dân số 3.263 (2003) với diện tích là 1.736,23 km² trong đó có 63,67 km² là diện tích mặt nước. Mật độ dân số là 2,0 người trên mỗi km². Đô thị này chỉ sử dụng tiếng Phần Lan.